# Metal Mad
Metal Mad (METAL MAD - メタル・マッド) è il ventunesimo album in studio del gruppo heavy metal giapponese Loudness, pubblicato in Giappone il 20 febbraio 2008.
È l'ultimo album registrato dai Loudness nella loro formazione originale, che pochi mesi dopo vedrà il decesso del batterista Munetaka Higuchi, avvenuto a causa di un tumore diagnosticato poco dopo la pubblicazione dell'album.

## Tracce
1. Fire of Spirit – 2:58
2. Metal Mad – 4:11
3. High Flyer – 5:06
4. Spellbound #9 – 5:45
5. Crimson Paradox – 4:34
6. Black and White – 4:44
7. Whatsoever – 5:06
8. Call of the Reaper – 4:07
9. Can't Find My Way – 7:02
10. Gravity – 5:21
11. Transformation – 4:48

(Musiche di Akira Takasaki, testi di Minoru Niihara, eccetto traccia 1: musiche e testi di Takasaki)

## Formazione
- Minoru Niihara - voce
- Akira Takasaki - chitarra
- Masayoshi Yamashita - basso
- Munetaka Higuchi - batteria